# Губайловский, Владимир Алексеевич
Владимир Алексеевич Губайловский (род. 5 июля 1960 года, Полысаево, Кемеровская область) — российский писатель, поэт и критик, эссеист.

## Биография
Родился в семье горного инженера Алексея Геннадьевича Губайловского и врача Александры Васильевны (урождённой Кошкиной).
Не смог поступить в МИФИ из-за высокой степени близорукости. Окончил механико-математический факультет МГУ им. М. В. Ломоносова по кафедре дискретной математики (1982). Работал программистом.
Начинал литературное творчество как поэт, публикуется с 1985 года, в том числе в центральных журналах «Новый мир», «Дружба народов», «Арион» и др.

Поэзия Губайловского похожа на симфонию потому, что каждое следующее стихотворение укоренено и произрастает из языковой почвы, обогащённой предыдущими.
В стихах есть драматическая непрерывность развития темы.
Математическая ясность, текучая связность и будоражащая парадоксальность. Пронзительная горечь, чуткость, ум и изощрённая взвешенность первого лица. Просодия, насыщенная и размеренная могучим временем живого, божественного, страшного и безумного Языка. Правое полушарие поэта, через кульбит кладущее на обе лопатки левое — математика. Кристальная сложность, так непохожая на глубокую простоту.
Как выпускник мехмата МГУ — поэт прекрасно знает, что такое новая информация. Как целое невычислимо становится больше, чем прямая сумма строк, его, это целое, составляющих. Знает настолько хорошо, что чтение его поэзии приучает с каждым новым стихотворением, ведущим по своему пространству легко и свободно, всё время быть начеку, знать, что очевидная прозрачность слов ближе к концу стихотворения приобретёт уникальную оптическую форму, через которую ударит луч, сдвигающий твоё собственное место предстояния, выводящий в состояние неравновесности, выход из которого непредсказуем.
— Александр Иличевский
С 2004 года работает в редакционной коллегии журнала «Новый мир», заведующий отделом критики и публицистики.
Научный редактор сайта Laba.media

## Личная жизнь
Супруга — Вежлян (Воробьёва) Евгения Исааковна (род. 1973), эссеист, литературный критик. В настоящее время проживают в Израиле.

## Награды и премии
Премия журнала «Новый мир» (2001),
Премия журнала «Дружба народов» (2001).
Российская национальная премия в области детской литературы «Заветная мечта» (за роман «Камень», 2008).

## В массовой культуре
Коллега Губайловского, Владимир Березин, вписал его в свой роман «Путевые знаки» «Вселенной Метро 2033», в котором Владимир Алексеевич появляется в роли камео — военного врача со станции «Площадь Ленина».